# Sandra
Sandra (títol original en italià: Vaghe stelle dell'Orsa) és una pel·lícula italiana dirigida per Luchino Visconti, estrenada el 1965. Ha estat doblada al català.

## Argument
Després d'anys d'absència, Sandra (Claudia Cardinale) torna a Volterra, la seva ciutat natal, per assistir a una cerimònia de donació del jardí familiar a la municipalitat en memòria del seu pare. És acompanyada pel seu marit Andrew, bojament enamorat d'ella i desitjós de conèixer el lloc on la seva esposa va passar la seva joventut.
En aquesta immensa casa, Sandra és envaïda pels records del passat. Troba el seu germà Gianni (Jean Sorel), jove escriptor amb el qual manté una relació ambigua i que escriu una novel·la autobiogràfica Vaghe stelle dell'Orsa  («Pàl·lides estrelles de la Gran Ossa»), títol del començament del poema El Ricordanze  del recull Canti  de Giacomo Leopardi. Torna a veure igualment la seva mare, pianista, que té greus trastorns psiquiàtrics.
Andrew descobreix a poc a poc que la família és turmentada per la mort del pare, brillant intel·lectual jueu deportat pels nazis i mort a Auschwitz. Sandra i Andrew atribueixen la responsabilitat d'aquesta mort a una denúncia de la seva mare i del seu amant, convertida després en el seu segon marit. Sacsejat per aquest descobriment, Andrew organitza una reunió familiar per tal d'aclarir la situació. En el moment d'aquest àpat, els dubtes que mantenia quant a la relació incestuosa de Sandra amb Gianni semblen confirmats. Després de barallar-se amb Gianni, marxa de casa i se'n va als Estats Units. Gianni amenaça Sandra de suïcidar-se si el deixa. Entre el seu germà i el seu espòs, Sandra escull el seu espòs i decideix tornar amb Andrew després de la cerimònia. Boig de dolor, Gianni crema la seva novel·la i se suïcida.

## Repartiment
- Sandra Dawdson: Claudia Cardinale
- Andrew Dawdson: Michael Craig
- Gianni Luzatti: Jean Sorel
- Corinna Gilardini (la mare): Marie Bell
- Antonio Gilardini (el sogre): Renzo Ricci
- Pietro Formari: Fred Williams
- Fosca, la minyona: Amalia Troiani
- Altres intèrprets: Vittorio Manfrino, Renato Moretti, Paola Pescini, Isacco Politi, Giovanni Rovini, Ferdinando Scarfiotti

## Comentari
Aquesta pel·lícula no és la més coneguda de les pel·lícules de Visconti. Es tracta tanmateix d'una pel·lícula d'una sensibilitat destacable i admirablement interpretada. A través dels personatges de Sandra i de Gianni, es veu aparèixer una transposició moderna de les figures de Electra i d'Orestes. Com Electra, Sandra és odiada per la seva mare perquè «no fa res, no diu res però és allà». Com Orestes, Gianni torna per venjar la memòria del seu pare però també per trobar la seva germana. El mite d'Edip és igualment molt present, ja que no se sap molt bé si és la fascinació que tenia Sandra per al seu pare la que l'empeny cap al seu germà o si és al contrari la seva relació incestuosa amb el seu germà la que li imprimeix la seva fascinació pel seu pare. Aquest acostament amb figures de la mitologia grega és accentuat per l'aparença física de Sandra, el pentinat i la cara de la qual evoquen l'estatuària grega.
Vaghe Stelle dell'Orsa és també una pel·lícula sobre el temps i sobre la memòria. El temps ha quedat quallat a la gran casa de Volterra. Es podria creure que res no ha canviat des de la sortida de Sandra i Gianni, i es veu que el temps ja no pot passar des del record traumatitzant i no resolut de la mort del pare. El mateix Gianni no aconsegueix viure fora del passat, i la seva mort tràgica acaba paralitzant el seu destí en una eternitat present. Sandra, al contrari, aconsegueix extreure's d'aquest passat turmentat i escollir el futur, decidint unir-se amb Andrew.

## Luchino Visconti: a propòsit de Sandra
| « | El que m'ha interessat sempre, són les situacions extremes, els moments en què una tensió anormal revela la veritat dels éssers humans. | » |

| « | He escollit el tema de l'incest, perquè l'incest és l'últim tabú de la societat contemporània. | » |

| « | A la família romanen sens dubte els únics tabús que ens queden, les últimes prohibicions socials i morals, els últims amors impossibles. La família representa una espècie de fat, un destí que és impossible eludir. | » |

| « | (...) Així, hi ha a la meva pel·lícula morts i dels presumptes culpables, sinó que són els verdaders culpables i les verdaderes víctimes, que no es diu. (...) L'ambigüitat és el verdader aspecte de tots els personatges de la pel·lícula excepte un, el d'Andrew, el marit de Sandra. (...) Finalment, aquesta pel·lícula és policiaca, en suma, on tot és clar al començament i fosc finalment, com a cada vegada que cadascun comença la difícil empresa de llegir en ell mateix amb la seguretat fanfarrona de no tenir res a aprendre, i que es troba llavors amb l'angoixosa problemàtica del no-ser. | » |

| « | Claudia Cardinale, intèrpret de Sandra) dona de vegades una impressió estàtica, però és el que em permetrà de treure profit de la seva cara, de la seva pell, dels seus ulls, de la seva mirada, del seu somriure. Millor, el personatge havia estat escrit sobre ella, i no només pel que la seva aparent simplicitat amaga d'enigmàtic, però també per a l'adherència somàtica de la seva figura (el cap en particular) que, des de les dones etrusques, ha arribat fins a nosaltres. | » |

## Premis i nominacions
Premis
- 1965: Lleó d'Or a la Mostra de Venècia